# زمسکی سوبور

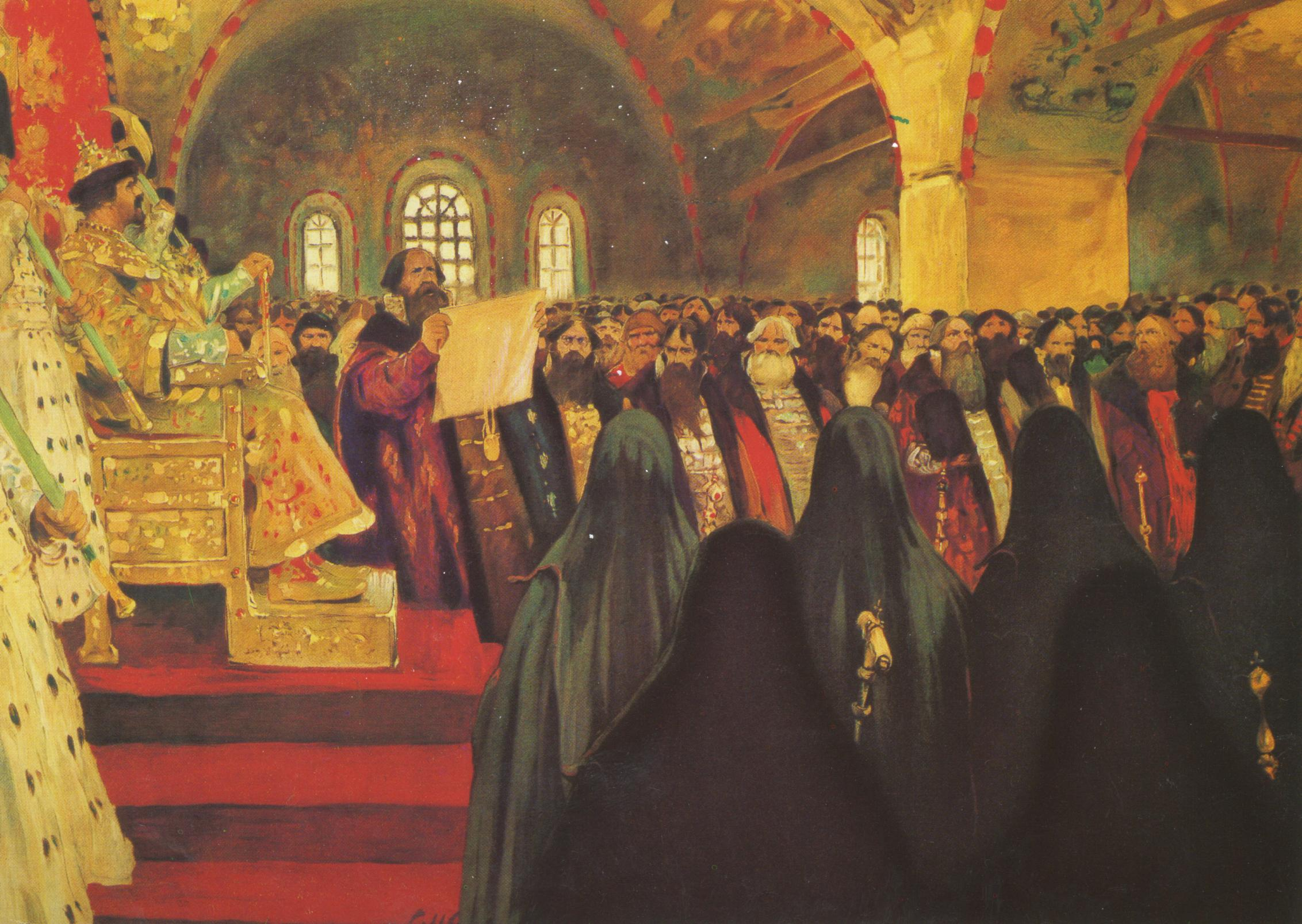
نگارهٔ «زمسکی سوبور» اثر سرگی ایوانوف در سال ۱۹۰۸ میلادی

زِمْسکی سوبور (به روسی: зе́мский собо́р) یک شورای مردمی در روسیه تزاری بود که برای تعیین و تصویب مهم‌ترین دستورهای کشور برپا می‌شد.
زمسکی سوبور یک نوع شورای مشورتی در روسیهٔ قرن شانزدهم و هفدهم موسوم به روسیه تزاری بود که به وقت نیاز با فرمان بالاترین مقام مدنی تشکیل می‌شد. به‌طور دقیق، این اجماع توسط تزار، پاتریارک مسکو یا دومای بویار برای تصمیم‌گیری در مورد دستور کار جاری، مسائل بحث‌برانگیز یا تصویب قوانین مهم فراخوانده می‌شد. در زمسکی سوبور عموماً سه دسته از طبقات جامعهٔ تزاری یعنی دولتمردان عالی به نمایندگی از اشراف، روحانیان به نمایندگی از کلیسای ارتدکس روسی و بازرگانان و مردم شهر به نمایندگی از «عوام»، حاضر می‌شدند و جلسات و نظردهی نمایندگان هر دسته به‌طور جداگانه برگزار می‌شد.
زمسکی سوبور برای نخستین‌بار به فرمان ایوان مخوف برپا شد. این اجماع‌ها در دورهٔ سلطنت او اغلب تشکیل می‌شدند که مهم‌ترین آنها در سال ۱۵۶۶، برای بررسی جنگ لیوونی علیه لهستان فراخوانده شد. پس از آنکه یک زمسکی سوبور در سال ۱۵۸۴ جلوس فیودور یکم را به عنوان جانشین ایوان مخوف تأیید کرد، دیگر هیچ مورد دیگری تا زمان تأیید بوریس گودونوف به عنوان تزار بعدی در سال ۱۵۹۸، تشکیل نشد. در زمان مشکلات (۱۵۹۸–۱۶۱۳)، زمسکی سوبورها دوباره به‌طور مکرر برپا شده و نیز بسیار تأثیرگذار بودند. مهم‌ترین آنها زمسکی سوبوری بود که در سال ۱۶۱۳ تشکیل شد و میخائیل رومانوف را به عنوان تزار روسیه انتخاب کرد. متعاقباً، چندین اجماع دیگر در زمان میخائیل به اصلاحات داخلی روسیه کمک کردند؛ اما از سال ۱۶۲۲ به بعد، زمسکی سوبور اهمیت خود را از دست داد. آخرین شورای تمام عیار در زمان تزار الکسی یکم و در سال ۱۶۵۳ تشکیل شد.
در قرن نوزدهم، اسلاووفیل‌ها مفهوم زمسکی سوبور را به شکلی ستایش‌آمیز احیا کردند و آن را بازتابی از پیوند ایده‌آل میان تزار و مردم روسیه دانستند. حتی نیکلای پاولوویچ ایگناتیف وزیر محافظه‌کار روسیه که پیشنهادی برای احیای این نهاد داشت، از مقامش برکنار شد.